# Cuviera pierrei
Cuviera pierrei är en måreväxtart som beskrevs av Nicolas Hallé. Cuviera pierrei ingår i släktet Cuviera och familjen måreväxter. Inga underarter finns listade i Catalogue of Life.